# Eparchia odincowska
Eparchia odincowska (ros. Одинцовская епархия) – jedna z eparchii Rosyjskiego Kościoła Prawosławnego, z siedzibą w Odincowie. Wchodzi w skład metropolii moskiewskiej.
Utworzona postanowieniem Świętego Synodu 13 kwietnia 2021 r. Obejmuje część obwodu moskiewskiego – rejony odincowski, krasnogorski, naro-fominski, istriński, wołokołamski, łotoszyński, możajski, ruzki, szachowskajki oraz miasta zamknięte Własicha, Krasnoznamiensk, Mołodiożnyj i Woschod.
Pierwszym ordynariuszem eparchii został biskup odincowski i krasnogorski Tomasz (Mosołow).